# Pfarrkirche Stillfried

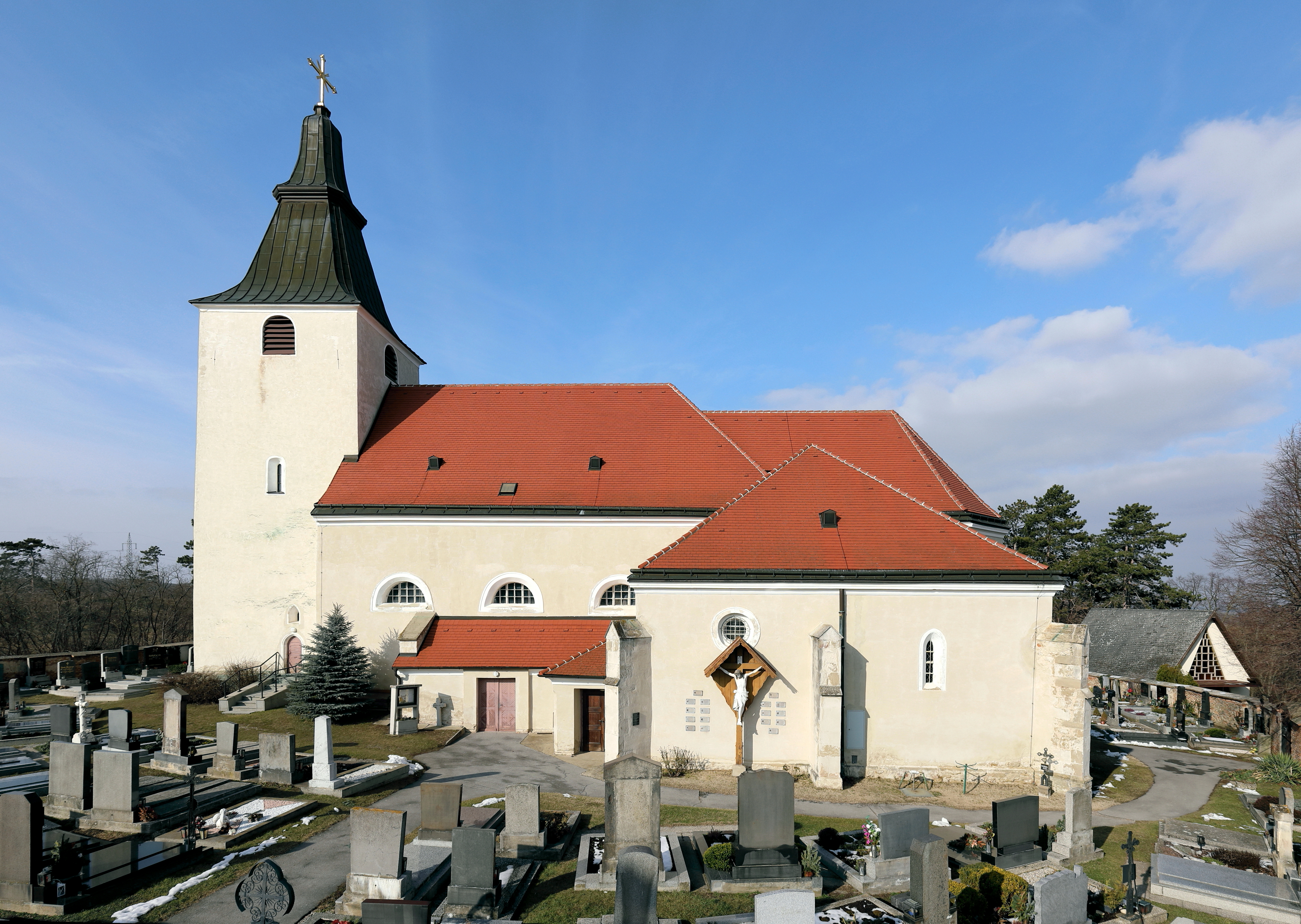
Kath. Pfarrkirche hl. Georg in Stillfried

Die römisch-katholische Pfarrkirche Stillfried (Patrozinium: hl. Georg) in der niederösterreichischen Marktgemeinde Angern an der March ist eine ehemalige Wehrkirche mit mittelalterlichem Kern. Die Pfarre Stillfried gehört zum Dekanat Gänserndorf im Vikariat Unter dem Manhartsberg der Erzdiözese Wien. Die Kirche steht unter Denkmalschutz (Listeneintrag).

## Geschichte
Die Pfarre Stillfried besteht seit der Zeit um 1045. Von 1325 bis 1788 war sie der Kartause Mauerbach inkorporiert. Die Kirche wird 1241 erstmals urkundlich genannt.

## Architektur
Die weithin sichtbare, ehemalige Wehrkirche seht hochgelegen im Bereich einer frühmittelalterlichen Befestigungsanlage und ist von einem weiträumigen Friedhof mit Ringmauer umgeben.
Äußeres
Die Pfarrkirche ist im Baukern mittelalterlich. Der vorgestellte, gedrungene Westturm stammt aus der zweiten Hälfte des 13. Jahrhunderts, das Langhaus, der Chor und eine im Süden gelegene Kapelle aus der ersten Hälfte des 14. Jahrhunderts. 1669/1670 erfolgte eine Barockisierung, wobei der Turm um ein Schallgeschoß mit Rundbogenfenstern und Pyramidenhelm erweitert wurde.
An das langgestreckte Langhaus mit hochliegenden, barocken Lunettenfenstern schließt ein wenig eingezogener, polygonaler Chor mit barocken Rundbogenfenstern an. Im Süden liegen Sakristei und Kapelle und daran anschließend barocke, ebenerdige Anbauten mit Vorhalle und niedrigen Strebepfeilern. Die Anbauten im Norden des Langhauses und im Chorbereich stammen aus jüngerer Zeit.
Die Kirche ist von einer wehrhaften Ringmauer mit Schießscharten umgeben. Diese stammt aus dem 16./17. Jahrhundert und ist nach Süden hin durch ein Portal geöffnet.
Inneres
Das vierjochige Langhaus trägt über einem reich verkröpften Gesims Tonnengewölbe mit Stichkappen über Gurtbögen auf kräftigen Wandpfeilern. Die dreiteilige, geschwungene Orgelempore hat eine Holzbrüstung und Bandlwerkdekor. Sie wurde in der ersten Hälfte des 18. Jahrhunderts angefertigt. Der Triumphbogen ist rundbogig. Der etwas schmälere, leicht erhöhte, einjochige Chor mit Fünfachtelschluss hat ein Tonnengewölbe mit Stichkappen und ein umlaufendes profiliertes Gesims. Im Süden liegt die Sakristei mit Kreuzrippengewölbe und Rosettenschlussstein sowie eine zweiteilige, gotische Sessionsnische aus dem 14. Jahrhundert.
An den Chorraum schließt eine Marienkapelle an, die ehemalige Herrschaftskapelle, welche ursprünglich mit der westlich davon gelegenen Sakristei einen zweijochigen Raum bildete, der nachträglich durch eine Mauer unterteilt wurde. Die Kapelle hat über den gotischen Kreuzrippen auf Konsolen schweren Laubwerkstuck vom Ende des 17. Jahrhunderts und in den Gewölbezwickeln Freskomedaillons mit Szenen aus dem Marienleben, auf denen der Tempelgang Mariens, eine Darstellung im Tempel sowie die Verkündigung und Vermählung, gerahmt mit Puttenköpfen, abgebildet sind. Die Felder wurden im ersten Viertel des 18. Jahrhunderts mit Bandlwerkstuck angereichert. Neben reichem Stuckdekor mit Putten ist zum Langhaus hin eine stuckierte, von Putten gehaltene Wappenkartusche vom Ende des 17. Jahrhunderts zu sehen. Ein Rokokograbstein an der Wand ist mit „1775“ bezeichnet; gegenüber ein Grabstein mit Kreuzigungsrelief mit „1717“.
Das Erdgeschoß des Turms verfügt über ein schweres Kreuzbandgewölbe auf Konsolen aus der zweiten Hälfte des 13. Jahrhunderts und ein profiliertes, gotisches Südportal. In der Vorhalle gibt es einen mit „1304“ bezeichneten Priestergrabstein, einen mit „1627“ bezeichneten Wappengrabstein und Bauinschriften von 1669.

## Einrichtung
Der Hochaltar aus dem dritten Viertel des 18. Jahrhunderts ist ein niedriger Säulenaltar mit Altarblatt hl. Martin, Seitenfiguren der Apostel Petrus und Paulus, dem Auge Gottes im Auszug und einem von adorierenden Engeln flankierten Tabernakel. Der barocke Seitenaltar in der Marienkapelle ist ein reicher Säulenaltar aus dem ersten Viertel des 18. Jahrhunderts. Er hat in einer zentralen Muschelnische eine Herz-Jesu-Figur aus dem 19. Jahrhundert, Seitenfiguren der Hll. Josef und Joachim sowie im Auszug eine von einem Baldachin bekrönte und von Putten gerahmte Heilig-Geist-Taube.
Die barocke Kanzel stammt aus dem Ende des 17. Jahrhunderts. Ihr Korb ruht auf toskanischen Säulen. In Bildfeldern zwischen den Säulen sind Ölbilder der Hl. Familie und der Hll. Martin und Sebastian zu sehen.
Die Kirche verfügt außerdem über barocke Figuren der Hll. Barbara, Katharina, Rochus und Sebastian aus der ersten Hälfte des 18. Jahrhunderts. Vor dem neobarocken Heilig-Grab-Altar vom Ende des 19. Jahrhunderts befindet sich ein barockes Bild der Schutzmantelmadonna aus dem 17. Jahrhundert. Zur weiteren Ausstattung zählen Kreuzwegbilder aus der ersten Hälfte des 19. Jahrhunderts, ein romanischer Taufstein vom Ende des 13. Jahrhunderts mit einer barocken Erlöserfigur aus dem 18. Jahrhundert, ein Ölbild aus der ersten Hälfte des 19. Jahrhunderts mit Darstellungen der Grablegung Christi (Kopie nach Tizian), barocke Kirchenbänke sowie ein barocker Sakristeischrank aus dem 18. Jahrhundert.
Die Orgel der Kirche mit 7 Registern wurde 1909 von Franz Capek gebaut.